# 林堡公国 (1839年—1867年)
林堡公國（德語：Herzogtum Limburg）於1839年根據倫敦條約以荷蘭林堡省除了馬斯特里赫特和芬洛外的部分地區創建。林堡公國以荷蘭國王為大公，同時也是德意志邦聯的成員。